# Charles F. Ainsworth
Charles Franklin Ainsworth (* 3. Januar 1853 in Lisbon, New York; † 18. Mai 1931 in Phoenix, Arizona) war ein US-amerikanischer Jurist und Politiker.

## Werdegang
Charles Franklin Ainsworth wurde im St. Lawrence County geboren. Er war englischer Abstammung. Der erste Vorfahre väterlicherseits, Edward Ainsworth, verließ Lancaster (Königreich England) im Jahr 1652 und ließ sich nach seiner Ankunft in Neuengland in Roxbury (Massachusetts) nieder, wo seine Nachkommen viele Jahre lang lebten. Der Vater von Charles Franklin Ainsworth zog dann nach New York. Charles Franklin Ainsworth wuchs auf einer Farm auf und besuchte die Gemeinschaftsschulen. Seine Jugend war vom Bürgerkrieg überschattet. Im Herbst 1870 begann er an der St. Lawrence University in Canton (St. Lawrence County) zu studieren. Seinen naturwissenschaftlichen Abschluss machte er im Juni 1874. Während seiner Studienzeit unterrichtete er in den Wintersemestern und arbeitete auf der Farm in den Sommerferien. Im Herbst oder Winter von 1874 und 1875 hatte er die Leitung über das Ogdensburg Institute. Daneben studierte er autodidaktisch Medizin unter Dr. C.C. Bartholomew. Im Frühjahr 1875 zog er nach Wisconsin, wo er die Law School der University of Wisconsin in Madison (Dane County) besuchte. Seinen juristischen Abschluss machte er im Juni 1876. Nach dem Erhalt seiner Zulassung als Anwalt begann er im Juli 1877 in Black River Falls (Jackson County) zu praktizieren, wo er bis November 1888 verblieb. Zehn Jahre lang war er dort Bezirksstaatsanwalt vom Jackson County. Dabei wurde er fünfmal als Kandidat der Republikaner in das Amt gewählt. Ainsworth zog 1888 in das Arizona-Territorium und ließ sich dort in Phoenix (Maricopa County) nieder. Er ging keine Partnerschaft mit irgendeinem anderen Anwalt ein. In der Folgezeit beschäftigte er sich vorwiegend mit Gesellschaftsrecht. Ainsworth war für viele bedeutende Unternehmen im Salt River Valley tätig, darunter: The Valley Bank of Phoenix, Arizona Improvement Company, Arizona Canal Company, Maricopa Canal Company, Grand Canal Company, Salt River Valley Canal Company, The Highland Land & Water Company, die Valley Canal & Land Company, Phoenix City Railroad Company, Phoenix Light & Fuel Company und der Phoenix Water Company, von welcher er der Präsident war. Außerdem vertrat er die Casa Grand Canal Company in Florence (Pinal County) und The Phoenix Consolidated Gold Mining Company.
Von 1899 bis 1904 war er Attorney General vom Arizona-Territorium. Zum Zeitpunkt seiner Ernennung bekleidete er einen Richterposten.
Ainsworth war ein berühmter Freimaurer. In diesem Zusammenhang war er Mitglied der Commandery, der Shriners und der Scottish Rite. Nach seinem Tod im Jahr 1931 in Phoenix (Arizona) wurde er sein Leichnam nach Los Angeles (Kalifornien) überführt und neben seiner ersten Ehefrau beigesetzt.

## Familie
Charles Franklin Ainsworth war zweimal verheiratet. Am 12. Juli 1875 heiratete er Miss Minnie A. Southworth (1856–1912) aus Canton (New York). Ihre Vorfahren kamen mit der Mayflower an. Das Paar bekam mindestens vier Kinder: Frank (1877–1960), Sylvia (* 1880), Arthur (* 1883) und Ruth (* 1887). Nach dem Tod seiner ersten Ehefrau heiratete er am 1. Februar 1913 die Witwe Eliza Blakeley „Lidie“ Price (1873–1963), geborene Graham.